# Livets konflikter
Livets konflikter är en svensk stumfilm  från 1913 i regi av Victor Sjöström och Mauritz Stiller.

## Handling
Det har gått trettio år sedan Otto Berners och Charles von Bartons vänskap bröts på grund av att Berner förfalskat en namnteckning. De båda är nu politiskt aktiva och det drar ihop sig till en konfrontation där de står på var sin sida. von Bartons son Berchtold har ådragit sig en stor spelskuld och räddas av sin syster Lila som säljer sina juveler för att kunna betala. Några dagar senare är han dock åter skuldsatt. Lila är förälskad i Carsten Berner och har inte berättat detta för sin far. När han får veta detta förbjuder han vidare umgänge dem emellan.
Berner står i begrepp att ersätta von Barton som regeringschef och den senare spelar då ut sitt trumfkort: han ringer tidningarna och berättar om händelsen för trettio år sedan. Samtidigt har von Bartons son utökat sina spelskulder och för att kunna betala dessa förfalskar han sin fars namnteckning. Privatdiskontören, samma man som trettio år tidigare, upptäcker detta och går till von Barton. von Barton inser vad han har gjort och stoppar tidningsupplagan. Han har förlorat sin son, men vill inte förlora sin dotter och sin före detta vän. Han går till Berner och föreslår att de ska bli vänner igen.

## Om filmen
Filmen premiärvisades den 24 oktober 1913 vid Verdensspeilet i Kristiania Norge. Den svenska premiären genomfördes på biograf Cosmorama i Göteborg den 10 november 1913. När pjäsen visades på biograf Röda Kvarn i Stockholm ackompanjerades filmen av musik framförd av Röda Kvarns orkester med Gustav Erbs som arrangör och orkesterledare. Som förlaga har man ett manuskript av den norske författaren Peter Lykke-Seest. Från början var det tänkt att Stiller skulle regissera filmen men på grund av sjukdom övertog Sjöström uppdraget. Inspelningen av filmen skedde under sensommaren 1913 vid Svenska Biografteaterns ateljé på Lidingö av Julius Jaenzon. Filmen finns ej bevarad.

## Rollista
- Nils Arehn – Charles von Barton, greve, politiker
- Jenny Tschernichin-Larsson – hans hustru
- Richard Lund – Berchtold, deras son
- Greta Pfeil – Lila, deras dotter
- Victor Sjöström – Otto Berner
- Ivar Kåge – Carsten Berner, hans son
- Carl Barcklind – spelare på spelklubben
- Olof Ås – spelare på spelklubben
- William Larsson – spelare på spelklubben

## Mottagande
Ingen svensk tidning recenserade filmen omedelbart efter premiären. Aftonbladet kallade filmen "något svulstig till sitt innehåll" men berömde skådespelarnas och regissörernas insatser. Nya Dagligt Allehanda berömde i sin recension särskilt Sjöström och skrev att han "ger oss ett nytt prov på sin skicklighet som karaktärsskådespelare och regissör". Afton-Tidningen berömde likaledes Sjöström och även skådespelare Nils Arehn. I Göteborg recenserade filmen endast av Göteborgs Morgonpost som i en kortfattad recension skrev att Sjöström "visade prov på en kolossalt uppdriven mimik" och att Greta Pfeil "glänste". I Malmö berömde tidningen Arbetet, med vissa reservationer, Sjöström för dennes regi.